# Linum tauricum
Linum tauricum är en linväxtart. Linum tauricum ingår i släktet linsläktet, och familjen linväxter.

## Underarter
Arten delas in i följande underarter:
- L. t. albanicum
- L. t. bosphori
- L. t. bulgaricum
- L. t. linearifolium
- L. t. serbicum
- L. t. tauricum